# Villanueva de Oscos
Villanueva de Oscos (Eonavian: Vilanova d'Ozcos) là một đô thị trong cộng đồng tự trị của Công quốc Asturias, Tây Ban Nha.

## Giáo khu
- San José Gestoso
- Martul
- San Cristóbal
- Villanueva